# Faro de Cacilhas
El Faro de Cacilhas (en portugués: Farol de Cacilhas) es un antiguo faro situado en la freguesia de Cacilhas, municipio de Almada, distrito de Setúbal, Portugal, en la orilla sur del rio Tajo, enfrente de Lisboa.
Entró en servicio en 1886 y consistía en una torre metálica prefabricada. Fue apagado y desmontado en 1978, fue trasladado a la isla Terceira en las Azores donde prestó servicio desde 1983 hasta 2004, fecha en la que fue de nuevo desmontado y trasladado a su ubicación original donde fue reinaugurado como un nuevo elemento del patrimonio cultural de Cacilhas en 2009.

## Historia
El 15 de enero de 1886 entró en funcionamiento el faro de Cacilhas que consistía en una torre metálica prefabricada pintada de rojo de 12 metros de altura y 1,70 de diámetro. Tenía instalado un aparato óptico de 5º orden, 375 mm de distancia focal, estaba alimentado por petróleo, emitía una luz blanca fija y tenía un alcance de 11,5 millas náuticas iluminando un sector de 342º. En mayo de ese año se le instaló una señal sonora.
En 1905 fue cambiada su característica a ocultaciones de 5 segundos en ciclos de 55 segundos. Entre marzo de 1916 y diciembre de 1918, el faro permaneció apagado debido a la Primera Guerra Mundial.
En 1925 el aparato óptico fue cambiado por otro de 4º orden y 500 mm de distancia focal, cambiando de nuevo su característica a destellos de luz verde. En 1957 fue cambiada la señal sonora, que pasó a ser de aire comprimido, electrificado, cambiada su lámpara a una de incandescencia eléctrica de 500 w e instalado un sistema de reserva de acetileno. La señal sonora se desactivó en 1977.
En 1978 se decidió construir una nueva terminal de pasajeros para el servicio de transporte fluvial que ocupaba el espacio del faro. Ante el hecho de su ya poca importancia para la navegación, se decidió su apagado el 18 de mayo de ese año.
En 1983 fue desmontado y enviado a la isla Terceira en las Azores para sustituir al antiguo Faro de Punta de la Serreta derribado por un terremoto el 1 de enero de 1980, donde estuvo en servicio desde 1986 hasta 2004.
Desde el desmontaje del faro, la población y autoridades de Cacilhas reclamaron la vuelta del faro alegando que era parte de su patrimonio cultural. La Marina portuguesa atendió la solicitud de dicha localidad cuando la instalación en el Faro de la Serreta de una nueva torre de fibra de vidrio, dejó el antiguo faro de nuevo sin uso permitiendo su traslado a Cacilhas. El 18 de julio fue de nuevo inaugurado el Faro de Cacilhas con presencia de autoridades municipales y militares. Emite una luz testimonial de baja intensidad en recuerdo de la antigua función del faro.